# (20252) Eyjafjallajökull
(20252) Eyjafjallajökull ist ein Asteroid des inneren Hauptgürtels, der nach dem isländischen Stratovulkan Eyjafjallajökull benannt wurde. Er wurde am 1. März 1998 von dem belgischen Astronomen Eric Walter Elst auf La Silla entdeckt.